# Під гіпнозом
«Під гіпнозом» (англ. Hypnotic) — американський науково-фантастичний трилер 2023 року режисера Роберта Родрігеса, який написав сценарій разом із Максом Боренштейном. У фільмі зіграли Бен Аффлек, Аліса Брага, Дж. Д. Пардо, Хала Фінлі, Дайо Окенійї, Джефф Фейгі, Джекі Ерл Гейлі та Вільям Фіхтнер . Родрігес також продюсував, знімав і монтував фільм, а його сини Ребел та Расер Макс були композитором і продюсером, відповідно.
Фільм вийшов на екрани у США 12 травня 2023 року, дистриб'ютор — компанія Ketchup Entertainment. Фільм отримав неоднозначні відгуки критиків.

## Сюжет
Денні Рурк, детектив поліції Остіна, розповідає своєму терапевту про викрадення його семирічної дочки Мінні, що призвело до розриву його шлюбу. Після цього його напарник Нікс повідомляє йому, що вони отримали анонімне повідомлення про можливе пограбування сейф у банку. Під час обстеження вони стають свідками того, як таємничий чоловік дає нечувані вказівки цивільним особам, банківським службовцям і колегам-поліцейським, які, здається, виконують його команди, коли він заходить до банку. Рурк біжить до цільової сейфової скриньки, знаходячи в ній світлину Мінні з написом «Знайти Лева Деллрейна». Рурк переслідує чоловіка, який біжить на дах, де він бачить, як той наказує двом поліцейським стріляти один в одного, коли він тікає.
Переконаний, що пограбування якось пов'язане зі зникненням його доньки, Рурк починає розслідування. Слідство, яке проводить Нікс, приводить Рурка до ворожки Діани Круз. Після того, як він описує їй чоловіка з пограбування банку, її клієнт, під контролем цього чоловіка, скеровує мотоцикл у вітрину Круз, а потім скоює самогубство. Рурк бере Круз під охорону. Вона пояснює, що таємничого чоловіка з банку звуть Лев Деллрейн і що вони з Круз є втікачами-«гіпнотиками»: могутніми гіпнотизерами, навченими таємним урядовим «відділом» контролювати свідомість інших людей. Рурк таємничим чином несприйнятливий до такого промивання мізків, коли Круз намагається застосувати його до нього. Тим часом Деллрейн біля поліцейської дільниці наказує Ніксу напасти на Рурка та Круз, але Круз застрелює Нікса під час самозахисту.
Рурк і Круз тікають до Мексики. Там вони дізнаються від колишнього контактного з Відділу Джеремії, що Деллрейн шукає «Доміно», потужну зброю, розроблену Відділом, викрадену та сховану Деллрейном, коли той втік. Тоді Деллрейн стер власну пам'ять і залишив «тригери», які спонукали його поступово згадувати місцеперебування Доміно та відновити власну гіпнотичну силу. Зрештою Деллрейн виявляється переодягненим Єремією та переслідує Рурка та Круз через гіпнотично створене середовище, перш ніж Рурк використовує свою власну раніше невідому гіпнотичну силу, дозволяючи їм втекти.
Рурк і Круз шукають Рівера, відлюдного хакера Відділу, який виявляє дружину Рурка, Вівіан, у базі даних Відділу. Пізніше Рурк сам досліджує базу даних Рівера і виявляє, що Мінні — це і є Доміно, донька двох сильних гіпнотиків: Рурка та Круз (виявляється, що вона — Вівіан). Коли «Круз» перериває його, Рурк розуміє, що кімната та всі події до цього моменту були гіпнотичними конструктами. Він прокидається у великій кімнаті, населеній агентами Відділу, усіх з яких він бачив протягом усієї створеної історії, включаючи Нікса та «Деллрейна».
Вівіан і «Деллрейн» пояснюють, що Рурк і Вівіан обидва гіпнотики, а їхня донька Мінні народилася і виросла у Відділі, але Рурк утік з нею, щоб не дати їй стати їхньою зброєю. Приховуючи дочку, а потім стираючи свою пам'ять, Рурк більше не пам'ятає, де вона, і Відділ ввів його в конструкти її пошук, щоб змусити його пам'ятати. Рурка знову підключають до конструкції, де він повторює сеанс зі своїм терапевтом і спостереження за пограбуванням банку. Однак незабаром Рурк втікає, використовуючи власні сили, оскільки Відділ розуміє, що «Знайти Лева Деллрейна» стосується не людини, а «Дір Веллі Лейн»: місця розташування ранчо, де прийомні батьки Рурка переховували Мінні.
Рурк прибуває на ранчо і возз'єднується з Мінні, яка зараз подорослішала на три роки і повністю контролює свої гіпнотичні сили. Відділ оточує ранчо, але виявляється, що це ще одна конструкція, створена Мінні. Мінні відновлює спогади Вівіан про те, що вона була причетна до втечі Рурка та Мінні, і що її пам'ять згодом було стерто, щоб, коли Мінні була достатньо сильною, аби перемогти всю Дивізію одночасно, Вівіан могла мимоволі привести їх до неї. Мінні змушує агентів Відділу вбивати один одного, і вона, її батьки та прийомні батьки Рурка святкують свою довгоочікувану свободу.
У сцені після титрів виявляється, що «Деллрейн» вижив у перестрілці, зробивши названого батька Рурка схожим на нього під час бійки з Мінні.

## Цікаві факти
- Дата народження Круз 15 квітня 1983 року в базі даних Відділу збігається з днем народження виконавиці її ролі, акторкою Алісе Брага.

## У ролях
- Бен Аффлек — Денні Рурк
- Алісе Брага — Діана Круз
- Дж. Д. Пардо — Нікс
- Дайо Окенійї — Рівер
- Джефф Фейгі — Карл
- Джекі Ерл Гейлі — Єремія
- Вільям Фіхтнер — Деллрейн
- Зейн Гольц — Траут
- Рубен Кабаалеро — Воткінс
- Келлі Фрай — Вів
- Сенді Авіла — Тельма
- Раян Рюсакі — Бонг
- Хала Фінлі — 10-річна Мінні
- Іоні Олівія Нівес — 7-річна Мінні

## Виробництво

### Розроблення
Роберт Родрігес написав перший сценарій для фільму ще у 2002 році, назвавши його «однією з моїх улюблених історій». У листопаді 2018 року Родрігеса підтвердили як режисера, а Макс Боренштейн переписав оригінальний сценарій для Studio 8. У листопаді 2019 року повідомлялося, що Studio 8 буде працювати спільно з Solstice Studios, які мали права на розповсюдження в США.

### Кастинг
У листопаді 2019 року повідомили, що Бен Аффлек зіграє головну роль. У травні 2021 року повідомили про знімання у фільмі Алісе Браги, а знімання розпочнуть 20 вересня в Остіні, штат Техас (США). У вересні 2021 року до акторського складу приєдналася Хала Фінлі. У жовтні 2021 року повідомлялося, що Дайо Окенійї, Вільям Фіхтнер та Дж. Д. Пардо також підписали контракт.

### Знімання
Основне знімання розпочали в Остіні 27 вересня 2021 року і завершили 19 листопада того ж року.

### Постпродакшн
У квітні 2022 року Родрігес підтвердив, що, як і в його попередніх фільмах, він і члени його родини співпрацювали над проєктом:
Мій син [Ребел] зараз є моїм постійним композитором. Мій інший син [Расер Макс] є моїм співавтором / продюсером. Моя донька [Ріаннон] створює розкадровки. Мій інший син [Роуг] займається анімацією, тому що він використовує свій ігровий движок, за допомогою якого він створив декорації для "Героїв". А потім мій інший син [Рокет] редагує зі мною. Отже, це сімейна справа.

## Реліз
Спочатку планувалося що показ фільму в кінотеатрах США організує студія Solstice. У березні 2023 року повідомлялося, що Ketchup Entertainment виступатиме внутрішнім дистриб'ютором після того, як Solstice Studios припинить діяльність наприкінці 2022 року. 12 березня 2023 року в кінотеатрі South by Southwest була показана частина фільму в статусі «незавершено». Зрештою, фільм вийшов у США 12 травня 2023 року, дистриб'ютор — компанія Ketchup Entertainment.

## Реакція

### Перегляди та касові збори
Фільм, вийшов разом із Книжковим клубом: Новий розділ, за перший день заробив 940 000 доларів у 2118 кінотеатрах. Далі він зібрав до 2,4 мільйона доларів, посівши шосте місце. Це був найгірший прем'єрний вікенд у кар'єрах Родрігеса та Аффлека, і частково в цьому звинуватили дуже слабкий маркетинг, який провела студія.

### Критика
На вебсайт агрегатора рецензій Rotten Tomatoes 35 % із 92 відгуків критиків є позитивними із середнім рейтингом 4,7/10. Консенсус вебсайт звучить так: «Хоча „Під гіпнозом“ не позбавлений проблисків натхнення, кінцевим ефектом цього часто незграбного сюжету буде те, що ви відчуєте сонливість». Вебсайт Metacritic, який використовує середньозважений метод обліку, присвоїв фільму 53 бали зі 100 на основі думок 30 критиків, що вказує на «змішані або середні відгуки». Аудиторія, опитана CinemaScore, поставила фільму середню оцінку «C+» за шкалою від A+ до F, тоді як глядачі, опитані PostTrak, дали йому 69 % позитивної оцінки, 44 % сказали, що однозначно рекомендують це.
Марк Кермоуд з Обзервера дав фільму 2/5 зірок, сказавши, що Родрігес та Боренштейн «здійснюють тематичну крадіжку, вихоплюючи окремі ідеї з роману „Та, що породжує вогонь“ Стівена Кінга, прихований психокримінальний сюжету з роману „Первісний страх“ та переінакшені спогади Філіпа К. Діка з „Того, хто біжить по лезу“, „Згадати все“ тощо».
Денні Лі з Файненшл таймс також дав фільму 2/5 зірок, написавши: «Настрій гарний і конспірологічний, але справжній вбивця — це те, що відчувається, ніби 80 відсотків часу фільму проведено з Аффлеком і його колегами, які стоять у кімнатах та пояснюють сюжет». Кевін Махер з The Times дав фільму 1/5 зірок, написавши: «Він зроблений неохайно, без натяку на драматичне напруження».
Річард Ропер з Chicago Sun-Times дав фільму 3/4 зірки, назвавши його «нерівномірний, часом зачаровуючий і приголомшливий психологічний трилер, який виглядає як автоверсія фільму Крістофера Нолана».
Гленн Кенні з The New York Times написав: «Фільм, якщо не ставитись до нього прискіпливо, досить безжально ефективний під час розповсюдження приємних для натовпу фрагментів, тому справді голодні любителі саспенс-жанру принаймні не обов'язково будуть проти».
Браян Лоурі з CNN відзначив, що фільм «стає дещо напруженим у фіналі, але здебільшого він швидкий і оригінальний, використовуючи економний стиль кіновиробництва Родрігеса».